# Wereldkampioenschap superbike van Silverstone 2002
Het wereldkampioenschap superbike van Silverstone 2002 was de zesde ronde van het wereldkampioenschap superbike en het wereldkampioenschap Supersport 2002. De races werden verreden op 26 mei 2002 op Silverstone nabij Silverstone, Verenigd Koninkrijk.

## Superbike

### Race 1
| Pos | Nr  | Rijder               | Constructeur | Rondes | Tijd                | Grid | Punten |
| --- | --- | -------------------- | ------------ | ------ | ------------------- | ---- | ------ |
| 1   | 2   | Colin Edwards        | Honda        | 20     | 43:27.508           | 2    | 25     |
| 2   | 41  | Noriyuki Haga        | Aprilia      | 20     | +7.358              | 4    | 20     |
| 3   | 100 | Neil Hodgson         | Ducati       | 20     | +32.990             | 8    | 16     |
| 4   | 7   | Pierfrancesco Chili  | Ducati       | 20     | +51.598             | 6    | 13     |
| 5   | 1   | Troy Bayliss         | Ducati       | 20     | +54.722             | 1    | 11     |
| 6   | 5   | Mark Heckles         | Honda        | 20     | +1:01.128           | 27   | 10     |
| 7   | 155 | Ben Bostrom          | Ducati       | 20     | +1:02.631           | 13   | 9      |
| 8   | 11  | Rubén Xaus           | Ducati       | 20     | +1:12.525           | 7    | 8      |
| 9   | 55  | Shane Byrne          | Ducati       | 20     | +1:15.226           | 10   | 7      |
| 10  | 52  | James Toseland       | Ducati       | 20     | +1:23.670           | 12   | 6      |
| 11  | 32  | Eric Bostrom         | Kawasaki     | 20     | +1:28.618           | 17   | 5      |
| 12  | 54  | Michael Rutter       | Ducati       | 20     | +1:28.844           | 5    | 4      |
| 13  | 6   | Peter Goddard        | Benelli      | 20     | +1:34.598           | 23   | 3      |
| 14  | 9   | Chris Walker         | Kawasaki     | 20     | +2:00.294           | 11   | 2      |
| 15  | 46  | Mauro Sanchini       | Kawasaki     | 19     | +1 ronde            | 20   | 1      |
| 16  | 56  | Dean Ellison         | Ducati       | 19     | +1 ronde            | 18   |        |
| DNF | 36  | Ivan Clementi        | Kawasaki     | 18     | Uitgevallen         | 24   |        |
| DNF | 53  | Steve Hislop         | Ducati       | 10     | Uitgevallen         | 3    |        |
| DNF | 57  | Glen Richards        | Kawasaki     | 9      | Uitgevallen         | 14   |        |
| DNF | 12  | Broc Parkes          | Ducati       | 9      | Uitgevallen         | 26   |        |
| DNF | 10  | Gregorio Lavilla     | Suzuki       | 8      | Uitgevallen         | 15   |        |
| DNF | 28  | Serafino Foti        | Ducati       | 8      | Uitgevallen         | 22   |        |
| DNF | 33  | Juan Borja           | Ducati       | 7      | Ongeluk             | 19   |        |
| DNF | 23  | Jiří Mrkývka         | Ducati       | 4      | Ongeluk             | 28   |        |
| DNF | 99  | Steve Martin         | Ducati       | 3      | Ongeluk             | 16   |        |
| DNF | 19  | Lucio Pedercini      | Ducati       | 3      | Uitgevallen         | 9    |        |
| DNF | 30  | Alessandro Antonello | Ducati       | 3      | Uitgevallen         | 25   |        |
| DNF | 20  | Marco Borciani       | Ducati       | 1      | Schade ongeluk      | 21   |        |
| DNQ | 68  | Bertrand Stey        | Honda        | 0      | Niet gekwalificeerd |      |        |
| DNQ | 70  | Yann Gyger           | Honda        | 0      | Niet gekwalificeerd |      |        |

### Race 2
| Pos | Nr  | Rijder               | Constructeur | Rondes | Tijd                | Grid | Punten |
| --- | --- | -------------------- | ------------ | ------ | ------------------- | ---- | ------ |
| 1   | 1   | Troy Bayliss         | Ducati       | 20     | 41:20.474           | 1    | 25     |
| 2   | 2   | Colin Edwards        | Honda        | 20     | +4.909              | 2    | 20     |
| 3   | 11  | Rubén Xaus           | Ducati       | 20     | +16.656             | 7    | 16     |
| 4   | 9   | Chris Walker         | Kawasaki     | 20     | +58.435             | 11   | 13     |
| 5   | 55  | Shane Byrne          | Ducati       | 20     | +1:01.066           | 10   | 11     |
| 6   | 100 | Neil Hodgson         | Ducati       | 20     | +1:11.981           | 8    | 10     |
| 7   | 33  | Juan Borja           | Ducati       | 20     | +1:15.412           | 19   | 9      |
| 8   | 155 | Ben Bostrom          | Ducati       | 20     | +1:17.322           | 13   | 8      |
| 9   | 52  | James Toseland       | Ducati       | 20     | +1:24.886           | 12   | 7      |
| 10  | 41  | Noriyuki Haga        | Aprilia      | 20     | +1:41.307           | 4    | 6      |
| 11  | 7   | Pierfrancesco Chili  | Ducati       | 20     | +1:55.318           | 6    | 5      |
| 12  | 12  | Broc Parkes          | Ducati       | 20     | +1:57.768           | 26   | 4      |
| 13  | 30  | Alessandro Antonello | Ducati       | 20     | +2:00.360           | 25   | 3      |
| 14  | 10  | Gregorio Lavilla     | Suzuki       | 19     | +1 ronde            | 15   | 2      |
| 15  | 6   | Peter Goddard        | Benelli      | 19     | +1 ronde            | 23   | 1      |
| 16  | 32  | Eric Bostrom         | Kawasaki     | 19     | +1 ronde            | 17   |        |
| 17  | 23  | Jiří Mrkývka         | Ducati       | 19     | +1 ronde            | 28   |        |
| 18  | 36  | Ivan Clementi        | Kawasaki     | 19     | +1 ronde            | 24   |        |
| 19  | 99  | Steve Martin         | Ducati       | 19     | +1 ronde            | 16   |        |
| DNF | 19  | Lucio Pedercini      | Ducati       | 17     | Ongeluk             | 9    |        |
| DNF | 57  | Glen Richards        | Kawasaki     | 13     | Uitgevallen         | 14   |        |
| DNF | 28  | Serafino Foti        | Ducati       | 13     | Uitgevallen         | 22   |        |
| DNF | 46  | Mauro Sanchini       | Kawasaki     | 9      | Ongeluk             | 20   |        |
| DNF | 54  | Michael Rutter       | Ducati       | 7      | Ongeluk             | 5    |        |
| DNF | 5   | Mark Heckles         | Honda        | 5      | Ongeluk             | 27   |        |
| DNF | 20  | Marco Borciani       | Ducati       | 4      | Uitgevallen         | 21   |        |
| DNF | 56  | Dean Ellison         | Ducati       | 1      | Ongeluk             | 18   |        |
| DNF | 53  | Steve Hislop         | Ducati       | 1      | Uitgevallen         | 3    |        |
| DNQ | 68  | Bertrand Stey        | Honda        | 0      | Niet gekwalificeerd |      |        |
| DNQ | 70  | Yann Gyger           | Honda        | 0      | Niet gekwalificeerd |      |        |

## Supersport
| Pos | Nr  | Rijder                | Constructeur | Rondes | Tijd           | Grid | Punten |
| --- | --- | --------------------- | ------------ | ------ | -------------- | ---- | ------ |
| 1   | 69  | James Whitham         | Yamaha       | 13     | 28:15.649      | 17   | 25     |
| 2   | 2   | Paolo Casoli          | Yamaha       | 13     | +0.269         | 7    | 20     |
| 3   | 7   | Karl Muggeridge       | Honda        | 13     | +16.995        | 3    | 16     |
| 4   | 3   | Jörg Teuchert         | Yamaha       | 13     | +21.654        | 11   | 13     |
| 5   | 9   | Iain MacPherson       | Honda        | 13     | +21.888        | 5    | 11     |
| 6   | 37  | Katsuaki Fujiwara     | Suzuki       | 13     | +24.160        | 4    | 10     |
| 7   | 99  | Fabien Foret          | Honda        | 13     | +31.689        | 1    | 9      |
| 8   | 12  | Stéphane Chambon      | Suzuki       | 13     | +39.571        | 9    | 8      |
| 9   | 14  | Diego Giugovaz        | Yamaha       | 13     | +43.131        | 18   | 7      |
| 10  | 42  | Matthieu Lagrive      | Yamaha       | 13     | +48.724        | 13   | 6      |
| 11  | 91  | Christian Kellner     | Yamaha       | 13     | +58.442        | 8    | 5      |
| 12  | 20  | Stefano Cruciani      | Yamaha       | 13     | +1:01.111      | 19   | 4      |
| 13  | 16  | Gianluca Nannelli     | Ducati       | 13     | +1:08.372      | 22   | 3      |
| 14  | 17  | Chris Vermeulen       | Honda        | 13     | +1:11.619      | 2    | 2      |
| 15  | 10  | John McGuinness       | Honda        | 13     | +1:14.037      | 26   | 1      |
| 16  | 116 | Sébastien Charpentier | Honda        | 13     | +1:19.209      | 28   |        |
| 17  | 71  | Werner Daemen         | Honda        | 13     | +1:19.544      | 10   |        |
| 18  | 15  | Alessio Corradi       | Yamaha       | 13     | +1:19.868      | 14   |        |
| 19  | 51  | Kyro Verstraeten      | Honda        | 13     | +1:20.762      | 24   |        |
| 20  | 118 | Christian Zaiser      | Yamaha       | 13     | +1:30.227      | 25   |        |
| 21  | 33  | Rob Frost             | Yamaha       | 13     | +1:32.753      | 27   |        |
| 22  | 44  | Antonio Carlacci      | Yamaha       | 13     | +2:24.526      | 20   |        |
| 23  | 18  | José David de Gea     | Honda        | 13     | +2:29.769      | 31   |        |
| 24  | 64  | Claudio Cipriani      | Yamaha       | 12     | +1 ronde       | 30   |        |
| 25  | 58  | Jon Kirkham           | Honda        | 12     | +1 ronde       | 33   |        |
| DNF | 56  | Tom Tunstall          | Suzuki       | 12     | Ongeluk        | 29   |        |
| DNF | 11  | Piergiorgio Bontempi  | Ducati       | 11     | Ongeluk        | 23   |        |
| DNF | 13  | Christophe Cogan      | Honda        | 9      | Ongeluk        | 6    |        |
| DNF | 1   | Andrew Pitt           | Kawasaki     | 9      | Schade ongeluk | 16   |        |
| DNF | 54  | Stuart Easton         | Ducati       | 6      | Ongeluk        | 21   |        |
| DNF | 55  | Ben Wilson            | Honda        | 4      | Ongeluk        | 34   |        |
| DNF | 5   | Kevin Curtain         | Yamaha       | 3      | Uitgevallen    | 12   |        |
| DNF | 8   | James Ellison         | Kawasaki     | 2      | Ongeluk        | 15   |        |
| DNS | 26  | Rico Penzkofer        | Ducati       | 0      | Niet gestart   | 32   |        |

## Tussenstanden na wedstrijd

### Superbike
| Pos | Nr  | Rijder        | Team    | Punten |
| --- | --- | ------------- | ------- | ------ |
| 1   | 1   | Troy Bayliss  | Ducati  | 260    |
| 2   | 2   | Colin Edwards | Honda   | 231    |
| 3   | 100 | Neil Hodgson  | Ducati  | 157    |
| 4   | 41  | Noriyuki Haga | Aprilia | 129    |
| 5   | 11  | Rubén Xaus    | Ducati  | 120    |

### Supersport
| Pos | Nr | Rijder            | Team     | Punten |
| --- | -- | ----------------- | -------- | ------ |
| 1   | 12 | Stéphane Chambon  | Suzuki   | 96     |
| 2   | 99 | Fabien Foret      | Honda    | 93     |
| 3   | 1  | Andrew Pitt       | Kawasaki | 83     |
| 4   | 2  | Paolo Casoli      | Yamaha   | 60     |
| 5   | 37 | Katsuaki Fujiwara | Suzuki   | 59     |

2002 · 2003 · 2004 · 2005 · 2006 · 2007 · 2010 · 2011 · 2012 · 2013